# Niederländische Badmintonmeisterschaft 1966
Die Niederländische Badmintonmeisterschaft 1966 war die 25. Austragung der nationalen Titelkämpfe im Badminton in den Niederlanden.

## Sieger und Finalisten
| Disziplin    | Gold                               | Silber                              |
| ------------ | ---------------------------------- | ----------------------------------- |
| Herreneinzel | Huub van Ginneken                  | Ruud van Ginneken                   |
| Dameneinzel  | Agnes Geene                        | Felice de Nooyer                    |
| Herrendoppel | Pim Seth Paul Leo Kountul          | Huub van Ginneken Ruud van Ginneken |
| Damendoppel  | Marja Ridder Lily ter Metz         | Marjolein Wolters Mirette de Nooyer |
| Mixed        | Ruud van Ginneken Felice de Nooyer | Huub van Ginneken Agnes Geene       |